# Емет (Мичиген)
Емет (енгл. Emmett) град је у америчкој савезној држави Мичиген.

## Демографија
По попису из 2010. године број становника је 269, што је 18 (7,2%) становника више него 2000. године.
| Група             | 2000.       | 2010.       |
| Белци             | 249 (99,2%) | 252 (93,7%) |
| Афроамериканци    | 0 (0,0%)    | 0 (0,0%)    |
| Азијати           | 0 (0,0%)    | 2 (0,7%)    |
| Хиспаноамериканци | 1 (0,4%)    | 9 (3,3%)    |
| Укупно            | 251         | 269         |